# Верлан
Верла́н (фр. verlan) — пласт лексики в составе французского молодёжного сленга. Изначально использовался рабочим классом и иммигрантами, живущими на окраине Парижа. Впоследствии быстро распространяется на все слои общества благодаря своему использованию в кино и музыке.
Создан на базе слов литературного языка, согласные звуки которых идут в обратном порядке, а гласные часто меняются на eu (Arabe → beur 'араб', mec → keum 'парень', mère → reum 'мать'). Иногда задом наперёд идут слоги, а не звуки (prison → zonpri 'тюрьма'). Само название «верлан» происходит от французского наречия (à) l’envers (наоборот).
Первоначально верлан выполнял функцию тайного языка. Во второй половине XX века образования верлана пополнили общий сленг и стали общеизвестной экспрессивной лексикой с элементом языковой игры.

## История
Самые ранние упоминания о верлане встречаются в Средние века. В романе Беруля «О Тристане» (1190) имя Тристан меняется на Тантрис (Tristan → Tantris).
К концу XVI века также появляются следы инверсионной игры слогов в устной речи. В то время Бурбоны стали называться Бонбурами (Bourbons → Bonbours).
В XVIII веке французский писатель Вольтер, придумывая себе псевдоним, решил поменять местами слоги в названии своего родного города Эрво, что в результате на французском дало ему Вольтер (фр. Airvault → vault-air → Voltaire).
Верлан также встречается в романах конца XIX века, например, в романе «Lettre de la Hyène» (1842) имя Тулон (Toulon) трансформируется в Лонту (Lontou).
В 1930-х годах верлан используется преступниками в качестве шифра.
Изначально в литературу верлан вошёл с написанием через букву e (фр. verlen). Огюст Ле Бретон использует его в своём романе «Мужская схватка» (фр. Du Rififi chez les hommes; 1953). Впрочем, начиная с 1963 года, слово «верлан» используется с буквой a (фр. verlan). Это изменение внёс писатель Альфонс Будар, впервые использовав «верлан» с написанием через a в своём романе «Вишня» (фр. La Cerise).

## Словообразование
Переход от официального французского языка к верлану осуществляется в основном четырьмя способами:
1. Добавление или упразднение последней гласной буквы
2. Разделение слова на слоги
3. Инверсия слогов
4. Сокращение слова

### Добавление или упразднение последней гласной буквы
По этому способу словообразования добавляется немой звук -e либо же убирается последняя гласная буква.
Примеры добавления: cher → chèreu; bled → blèdeu; flic → flikeu.
Примеры упразднения: défoncé → défonc'; rigoler → rigol'; énervé → nervé (упразднение первой гласной буквы)

### Разделение слова на слоги
Слово или выражение разбивается на две части.
Выделяются три правила разделения слов на слоги:
1. Разделение делается после первого слога, если в слове больше двух слогов
2. Обе части слова делятся на приблизительно равные части
3. В слове, состоящем из двух слогов, разделение всегда делается между двумя слогами

Примеры: ci-garette, va-zy, fa-meu, ç-a, ri-che, mor-ceau, chè-reu, dé-fonc', blé-de, fli-keu, ri-gol', ner-vé.

### Инверсия слогов
Нет официального правила, по которому производится инверсия слогов в верлане, поэтому она подчиняется личным предпочтениям. Одно и то же слово может иметь несколько эквивалентов.
Слово делится на две части, и вторая часть меняется местами с первой.
Примеры: bizarre → bi-zar → zarbi; blouson → blou-zon → zonblou; bouton → bou-ton → tonbou; branché → bran-ché → chébran; briquet → bri-ké → kébri; choper → cho-pé → pécho; cité → ci-té → téci; français → fran-sé → séfran; méchant → mé-chan → chanmé; métro → mé-tro → tromé.
Если слово состоит из одного слога, то местами меняются буквы (ça → ace; chaud → auche; bus → sub).

### Сокращение слова
Очень часто преобразование слова в верлан сопровождается элизией. Это может касаться одной буквы или группы букв, главным образом гласных.
Примеры: chère → reuché → reuch'; flic → keu-fli → keuf'; femme → meu-fa → meuf.

## Использование
Если сначала верлан использовался молодёжью, чтобы её не понимали взрослые, и иммигрантами, которые не так хорошо говорили по-французски, но могли понимать друг друга при помощи специального общего языка «окраин», то сегодня верлан применяется всеми возрастами и слоями общества и играет важную роль во французском языке. Его используют как в устной, так и в письменной речи.

Со временем верлан становится вездесущим. Когда в 1985 году во время интервью для телеканала TF1 президенту Франсуа Миттерану задали вопрос, знает ли он, что означает быть «продвинутым» (фр. верлан инверсия «chébran»), он ответил: 
Знаете, когда я был ребёнком, мы меняли порядок слогов в словах, так что сегодня это уже не очень ново! Это означает быть «продвинутым», конечно же.Оригинальный текст (фр.)Vous savez, quand j’étais enfant, on renversait l’ordre des syllabes dans les mots, ce n’est pas très nouveau ça ! Ça veut dire « branché », bien entendu.
Название национального французского радио «Beur FM» является ярким примером верланизации. Слово Arabe (араб) по правилам верлана стало beur, что послужило названием для радиостанции, основной целевой аудиторией которой являются арабы, живущие во Франции.
Поскольку в настоящее время верлан используется не только на окраинах городов, а повсеместно, он стал поистине частью французского языка. По этой причине наиболее используемые слова больше не могли оставаться без внимания лингвистов. Впервые наиболее распространённые слова на верлане (такие как: «laisse béton», «ripoux», «keum», «keuf» и «meuf») были опубликованы в словаре французского языка «Le Petit Robert» под редакцией французского лингвиста и лексикографа Алена Рея.
Мы считаем, что словарь должен отражать язык, на котором говорят на самом деле. Кроме того, я думаю, что в целом верлан очень творческий, и это показывает, что французский язык очень живой.Оригинальный текст (англ.)We feel that a dictionary should reflect the language that is actually spoken. Besides, I think, on balance, there is much creativity in Verlan, and it shows that the French language is very much alive.
Развитие новых средств коммуникации, например, СМС и мессенджеров, сделало верлан практичным, особенно из-за укороченного характера верланизированных форм, которые намного быстрее набираются на клавиатуре, чем их эквиваленты на официальном французском языке. Это привело к тому, что представители средних и высших социальных классов, основные потребители этих новых персональных средств коммуникации на своих гаджетах, поняли, что верлан намного проще и удобнее, и начали использовать его.

## Критика
Мнения по поводу столь высокой интегрированности верлана во французский язык часто расходятся, однако Французская академия утверждает, что верлан способствует обогащению французского языка. В своей статье Ален Деко утверждает, что в конце Второй мировой войны словарь Французской академии включал в себя 32 000 слов, а к началу XXI века — уже 55 000. Столь большому и быстрому появлению новых слов французский язык во многом обязан верлану.

## В массовой культуре
В 1987 году государственная французская железнодорожная компания SNCF выпустила телевизионную рекламу, в которой два парня приехали на вокзал, чтобы купить билеты на море. Они обратились к продавцу билетов, применяя верлан. Продавец, в свою очередь, не оплошал и ответил им так же, что очень удивило молодых людей, так как они не ожидали, что взрослый человек тоже может разговаривать на верлане. В 2010 году Фанта выпустила серию, которая называлась «Гран крю Фанты» и бутылку с этикеткой, на которой было написано «Château Trop trop ouf», где ouf — это верлан слова fou (сумасшедший, безумный).
Также верлан часто встречается в названиях книг. «Black, blanc, beur» (русс. «Чёрные, белые, арабы»), написанная Стефани Марто и Раскалем Турнье или «La teuf» (русс. «Вечеринка»), написанная Моникой Дано.
Верлан очень любим поп- и рэп-культурами. Верлан позволил рэп-любителям и рэперам выделиться из-за своих культурных и социальных различий и принести новую, более маргинальную, идентичность. Многие тексты в рэпе очень верланизированы. Они больше основаны на ритме и тоне, чем на гармонии, часто встречается аллитерация, что подталкивает рэперов придумывать по мере необходимости новые слова или популяризировать слова из верлана. Дуэт реперов PNL, группа NTM, бельгийский певец Stromae, чей псевдоним, кстати, является верланом слова «maestro» (рус. маэстро) — яркие представители музыкального мира, часто использующие верлан в своих песнях.
Фильм 1995 года «La Haine» («Ненависть») о жизни трёх друзей почти весь состоит из диалогов на верлане. Также популярным является триллер 1984 года под названием «Les Ripoux», что является верланизацией французского слова pourri, что означает гнилой. Впоследствии слово «ripoux» стало общим термином для коррумпированных полицейских.
Также стоит упомянуть знаменитую песню Рено «Laisse Béton» (офиц. фр. «Laisse tomber») 1977 года, которая в то время очень сильно и положительно повлияла на распространение верлана во Франции.